# Caney, Kansas
Caney är en ort i Montgomery County i Kansas. Vid 2020 års folkräkning hade Caney 1 788 invånare.